# Delebil
En delebil er betegnelsen for en bil, der deles af en række forskellige personer gennem en delebilordning eller delebilklub. Gennem en delebilordning kan medlemmerne via internettet reservere en bil efter behov, typisk på timebasis.
Delebilordningerne henvender sig til såvel privatpersoner som erhvervsmedlemmer og offentlige institutioner. Privatmedlemmerne udgør dog langt den største andel af det samlede medlemstal.
Delebilordninger kan både være organiseret som foreninger og som almindelige kommercielle selskaber.

## Historie
Delebiler så dagens lys første gang i Schweiz i 1948, men indtil midten af 1990-erne var ideen ikke særlig udbredt. Sidst i '90-erne og op gennem det nye årtusinde er delebilordninger blevet mere udbredt i mange europæiske lande. Hele Schweiz er for eksempel dækket af én stor delebilsorganisation, og i Tyskland findes mange delebilklubber i større byer. I alt findes der ca. 350 delebilklubber i Europa.
I Danmark startede den første delebilklub i november 1997 i Odense, og der er siden kommet mange flere til. Der er pt. (2011) 11 etablerede delebilordninger i Danmark med tilsammen ca. 6000 medlemmer.
I Nordamerika er delebilordninger især siden 2007 blevet særdeles populære med nu (2010) over en halv million medlemmer, der deles om godt 10 tusinde biler
Hovedparten af de danske delebilordninger er samlet under Danske Delebiler, der blev stiftet 27. april 2000.
I 2007 gik Københavns Delebiler og Århus Delebilklub sammen og stiftede Delebilsfonden med det formål at udvikle et moderne reservationssystem.

## Praktiske forhold
Delebilordningerne ejer, lejer eller leaser et vist antal biler for en længere periode og supplerer derudover med ekstra biler i perioder, hvor der erfaringsmæssigt er et større behov, især i sommermånederne og i perioden omkring jul. Endvidere kan der være indgået aftaler med biludlejningsselskaber, som med kort varsel kan supplere med flere biler ved akut behov. Visse delebilordninger opererer således med en "garanti-ordning", hvor medlemmerne garanteres at kunne få en delebil, blot reservation foretages med et vist varsel.
Medlemmerne kan reservere en delebil gennem et internetbaseret reservationssystem. Delebilerne kan reserveres med øjeblikkeligt varsel eller til et ønsket tidspunkt i fremtiden. Reservationen kan omfatte en valgfri periode, typisk i enheder af én time.
I Danmark findes der både delebiler uden fast stamplads og delebiler med fast stamplads. En delebil uden fat stamplads kan køres fra A til B, så længe det er inden for den definerede zone, samt at bilen parkeres inden for de parkeringsregler der er angivet fra den enkelte udbyder. En delebil med fast stamplads har en fast parkeringsplads, hvilket betyder at bilen skal tilbage på den plads, ved hver endt lejemål. 
Delebilordninger er først og fremmest et byfænomen. Dels er medlemskab af en delebilordning kun relevant for personer, familier eller firmaer med et relativt begrænset behov for biltransport, dels er konstruktionen afhængig af, at medlemmerne til fods, på cykel, vha. offentligt transport eller på anden vis kan komme til og fra det sted, hvor den reserverede delebil er placeret.
For deltagelse i delebilordningen betaler medlemmerne efter tariffer fastsat af de forskellige ordninger. De nuværende ordninger opererer med tariffer for følgende punkter:
- Indmeldelsesgebyr og/eller depositum, kan være gratis
- Kontingent, fx pr. måned
- Leje af bil, afhængigt af tidsrum, tidspunkt, biltype, sæson m.v.
- Kilometerafgift, evt. gradueret efter turlængde eller andre forhold
- Diverse gebyrer, fx for aflysning eller manglende rengøring

Typisk er alle løbende udgifter (afskrivning og forrentning, brændstof, vægtafgift, forsikring, service, reparation m.v.) indeholdt i de ovennævnte tariffer, hvorved økonomien bliver væsentlig mere gennemskuelig for det enkelte medlem.

## Fordele og ulemper for medlemmerne
En delebilordning medfører en række fordele for medlemmerne af ordningen:
- Lavere initialomkostninger
- Lavere faste omkostninger
- Adgang til biler af flere forskellige typer
- Mindre besvær i forbindelse med service og reparationer, uheld, administration (syn, forsikring m.v.)
- Mindre besvær med at finde parkeringsplads (hvor der er reserveret parkeringsplads)
- Gratis parkering (visse steder)
- Mindre miljøbelastning

Til gengæld må medlemmerne affinde sig med en række ulemper:
- Højere marginalomkostninger
- Et vist besvær i forbindelse med afhentning og aflevering af delebilen (bilen holder ikke nødvendigvis lige uden for døren)
- Et vist administrativt besvær (reservation, indrapportering af kørte kilometre o.l.)
- Højere krav til oprydning og rengøring - som ikke nødvendigvis efterkommes af alle
- Risiko for at der ikke er en delebil til rådighed i det ønskede tidsrum eller af den ønskede type
- Mindre fleksibilitet, fx kan reservationsperioden ikke forlænges, hvis andre medlemmer har reserveret bilen efterfølgende
- Visse adfærdsmæssige begrænsninger, fx forbud mod rygning, særlige forholdsregler i f.m. transport af dyr, særlige forhold i forbindelse med kørsel i udlandet etc.

Rent økonomisk medfører medlemskab af en delebilordning først og fremmest, at éngangsudgiften (indmeldelse mod køb af egen bil) og de faste omkostninger (kontingent mod afskrivning og forrentning, vægtafgift, forsikring, service m.v.) bliver væsentligt lavere, mens de variable omkostninger (leje- og kilometerafgifter mod brændstof og slitage) bliver væsentligt højere.
Et væsentligt aspekt for det enkelte medlem af en delebilordning er, at beslutningen om transportform skifter fra at være en "én gang for alle"-beslutning på det tidspunkt, hvor der skal træffes beslutning om evt. køb af bil, til at være en beslutning i det konkrete tilfælde, hvor der er behov for transport. For så vidt angår det økonomiske aspekt af en sådan beslutning, så medfører de øgede marginalomkostninger ved brug af delebil, at alternativer som cykel eller offentlig transport forekommer attraktive.

## Miljømæssige fordele
Samfundsmæssigt medfører delebilordninger en række fordele:
- Mindre bilkørsel totalt set
- Mindre trængselsproblemer
- Mindre behov for parkeringspladser
- Mindre miljøbelastning
- Mindskede sundhedsproblemer, dels som følge af den mindre miljøbelastning, dels som følge af at en større del af transportbehovet opfyldes ved gang eller cykelkørsel.

Ved opgørelse af det samlede miljøregnskab i forbindelse med delebiler indgår overvejelser om følgende forhold:
- Delebilordninger vælger typisk at udskifte bilerne hyppigere end private bilejere. Derved kommer flåden til at bestå af nyere og derigennem mindre miljøbelastende biler end en gennemsnitlig, privatejet bilflåde.
- Delebilordninger vælger typisk at anskaffe biler med en bedre miljøprofil end private bilejere.
- Medlemmer af delebilordninger kører gennemsnitligt mindre i bil end sammenlignelige grupper af borgere.
- Medlemmer af delebilordninger har mulighed for at vælge en biltype og -størrelse, der i det konkrete tilfælde bedre matcher det aktuelle behov, hvorved der gennemsnitligt køres i mindre biler med heraf følgende mindre miljøbelastning.
- Medlemmer af delebilordninger vælger hyppigere andre transportformer end biltransport.
- Én delebil hævdes at erstatte 4-6 privatejede biler. Vælger et antal borgere i et lokalområde at blive medlemmer af en delebilordning, beslaglægges således et mindre antal parkeringspladser, hvilket kan frigøre arealer til andre formål.

Der er uenighed om, hvorvidt delebiler samlet set er en miljømæssig fordel. Kritikere af delebilordninger hævder, at nyeste forskning på området viser, at delebilordninger medfører en øget miljølastning hos de brugere, der overgår til delebilordning. For brugere, der ikke tidligere havde bil eller havde overvejet at anskaffe bil, ses en samlet stigning til CO2-udledningen som følge af øget brændstofforbrug samt anskaffelse af selve delebilen. Derudover medfører det øgede behov for p-pladser og en generelt øget trafikbelastning særligt i byområderne. Brugerne har endvidere reduceret benyttelsen af offentlig transport med mellem 5-15 % efter indtrædelse i delebilordningen.
For brugere, der erstatter en eksisterende bil med en delebilordning, har den samlede miljøbelastning fra disse brugere vist sig at være forøget med 10-25%, når der ses bort fra miljøbelastning fra opvarmning af boligen. Årsagen hertil er, at brugerne ved at undlade anskaffelse af egen bil, frigør kapital, som benyttes til anskaffelse af andre forbrugsgoder og rejser. Da personbiler og brændstof til biler (benzin og diesel) hører til blandt de forbrugsgoder med den højeste miljøbeskatning (registreringsafgift og brændstofafgifter) medfører substitutionen, at den samlede miljøbelastning pr. forbrugskrone øges for brugere, der overgår fra egen bil til delebil.
De tre amerikanske studerende fra Worcester Polytechnic Institutes undersøgelse fra 2007, der omfattede de danske delebilister adfærd, ”Improving The Environmental Impact Of Danish Car Sharing Programs” er af flere forskere blevet skarpt kritiseret for at være alt for ensidig, og at konklusionerne om miljøvenlighed ikke kan dokumenteres ved de analyser, der er foretaget i undersøgelsen.[kilde mangler]
Andre kilder hævder, at den mindskede bilkørsel blandt de medlemmer, der tidligere havde egen bil, mere end opvejer den forøgede bilkørsel blandt de medlemmer, der ikke tidligere har haft egen bil. For at denne balance samlet set skal hælde mod en mindre samlet miljøbelastning kræves, at mindst 15-18 % af medlemmerne er tidligere bilejere. I Hovedstadsregionen hævdes over 50 % af medlemmerne at være tidligere bilejere.